# Onthophagus dorsuosus
Onthophagus dorsuosus là một loài bọ cánh cứng trong họ Bọ hung (Scarabaeidae).